# Klahowya
Die Klahowya ist eine 1958 in Dienst gestellte Fähre der US-amerikanischen Reederei Washington State Ferries und gehört der Evergreen-State-Klasse an. Sie verkehrte bis zu ihrer Ausmusterung 2017 auf verschiedenen Strecken im Bundesstaat Washington.

## Geschichte
Die Klahowya entstand in der Werft der Puget Sound Bridge and Dredging Company in Puget Sound und wurde nach ihrer Ablieferung an Washington State Ferries am 9. Dezember 1958 auf der Strecke von Fauntleroy im Südwesten von Seattle nach Vashon Island und Southworth in Dienst gestellt. Sie war die zweite Einheit der Evergreen-State-Klasse, zu der noch die Evergreen State und die Tillikum gehörten. Klahowya kommt aus der Chinook-Sprache und bedeutet Grüße.
Nach Außerdienststellung der noch aus den 1920er Jahren stammenden Fähren der Steel-Electric-Klasse im Jahr 2007 wechselte die Klahowya 2008 nach 50 Dienstjahren zum Fährdienst zwischen den San Juan Islands. Seit 2014 fuhr das Schiff auf der Seattle-Bremerton-Strecke. Aufgrund von Maschinenausfällen wurde jedoch noch im selben Jahr beschlossen, die Fähre zu ersetzen. Im Juli 2016 fiel sie erneut aufgrund eines technischen Defekts kurzzeitig aus. Die letzte Überfahrt der Klahowya erfolgte am 10. Januar 2017. Ersetzt wurde das Schiff im Juni 2017 durch den Neubau Chimacum.
Die Klahowya liegt seit ihrer Ausmusterung als Auflieger bei Bainbridge Island und soll voraussichtlich abgewrackt werden.